# Rolls-Royce Hawk

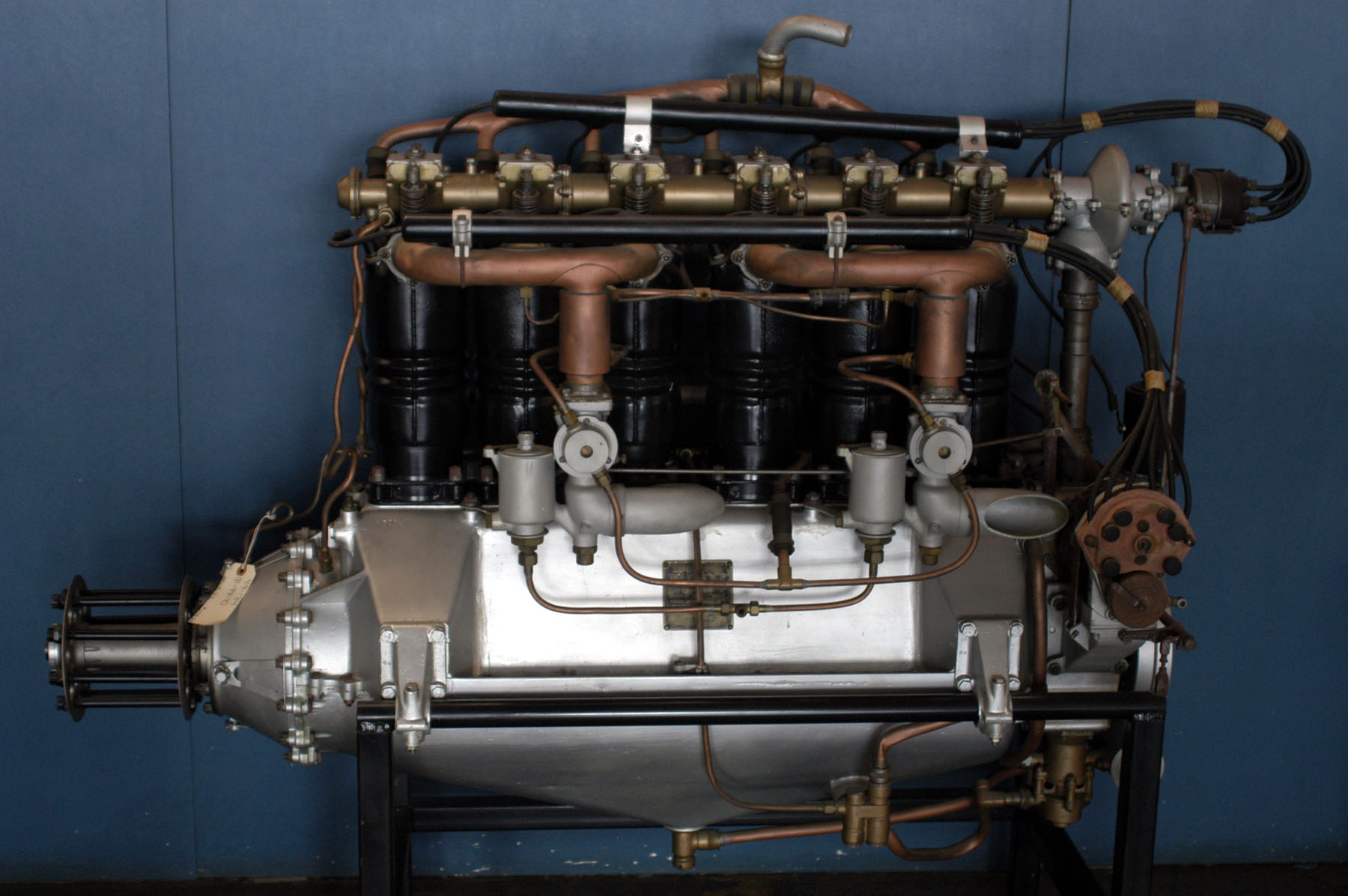
Rolls Royce Hawk

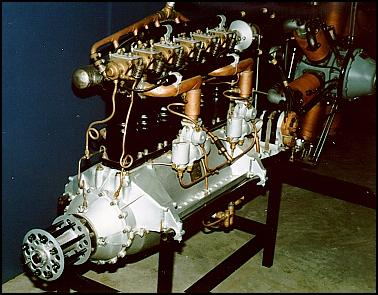
Rolls Royce Hawk

Der Rolls-Royce Hawk war ein Flugmotor des britischen Herstellers Rolls-Royce aus der Zeit des Ersten Weltkriegs, der als einziger Einreihiger der Firma von ihrer sonst üblichen 12-Zylinder-Bauweise (in stehender V-Form) abweicht.
Die Bezeichnung des Motors stammt gemäß damaliger Rolls-Royce-Tradition aus der Vogelwelt und bedeutet Habicht (englisch: Hawk).

## Geschichte
Es handelte sich um einen wassergekühlten Sechszylinder-Reihenmotor mit direktem Luftschraubenantrieb. Die Entwicklung dieses zunächst 75 PS leistenden und für den Einbau vor allem in Schulflugzeugen vorgesehenen Motors begann 1914. Die Zylinder waren in Gruppen zu je drei zusammengefasst, jedoch hatte jeder Zylinder seinen eigenen Kühlmantel. Den Gaswechsel steuerte eine von einer Königswelle angetriebene obenliegende Nockenwelle, welche die jeweils zwei hängenden Ventile der einzelnen Zylinder betätigte. Der Motor konnte mit einem oder zwei Claudel-Hobson-Vergasern (Type FZR mit 28 mm Nennweite) ausgerüstet sein. Für die Zündung sorgte ein einzelner Dixie-Magnet.
Weil Rolls-Royce ausgelastet war, wurde die Produktion an die Firma Brazil Straker vergeben, wo zwischen August 1914 und Dezember 1918 204 Motoren gefertigt wurden. Von Rolls-Royce war zuvor ein Mustermotor geliefert worden.
Weil der Hawk als besonders zuverlässig galt, wurde er auch für Luftschiffe ausgewählt, die auf ihren Patrouillenfahrten über 50 Stunden in der Luft bleiben mussten. Diese Motoren verfügten über eine Handkurbel mit Untersetzungsgetriebe, um sie manuell anwerfen zu können.
Die Ausführung Hawk II erreichte durch die Erhöhung der zulässigen Drehzahlen bis zu 105 PS bei 1500 min−1. Von diesen Motoren wurden jedoch nur noch geringe Stückzahlen zu Versuchszwecken hergestellt.

## Anwendungen
- Sage III
- Farman M.F.7
- Royal Aircraft Factory B.E.2
- Avro 504F
- Luftschiffe des Typs S.S.

## Technische Daten
- Bohrung: 101,6 mm
- Hub: 152,4 mm
- Hubraum: 7412 cm³
- Leistung: 75 PS bei 1350 min−1, später 100 PS bei 1500 min−1
- mechanische Grenzdrehzahl: 1700 min−1
- Verdichtung: 5,1:1
- Länge: 1190 mm
- Breite: 597 mm
- Höhe: 902 mm
- Gewicht: 184 kg